# Villanuova sul Clisi
Villanuova sul Clisi – miejscowość i gmina we Włoszech, w regionie Lombardia, w prowincji Brescia.
Według danych na rok 2004 gminę zamieszkiwało 4720 osób, 524,4 os./km².

## Miasta partnerskie
- Trébeurden